# Wilhelm Emmanuel von Ketteler
Wilhelm Emmanuel von Ketteler ou Wilhelm Emmanuel Freiherr von Ketteler, (Münster, Vestfália, 25 de dezembro de 1811 – Burghausen, 13 de julho de 1877) foi bispo católico de Mainz, teólogo, e nobre (barão) alemão. Seus ensinamentos sociais tornaram-se influentes durante o papado de Leão XIII e sua encíclica Rerum novarum.

## Biografia
Nasceu em Harkotten, na Baviera, estudou teologia na Universidade de Gotinga, em Berlim, em Heidelberg e Munique estudou ainda direito e ciência política. Foi ordenado padre em Münster, em 1 de julho de 1844 e bispo de Mogúncia em 27 de julho de 1850, permanecendo à frente da diocese de 1850 a 1877. Decidiu consagrar a sua vida à causa da liberdade da Igreja em relação ao controle do Estado. Isto fez com que colidisse com o poder civil, atitude que manteve por toda uma vida tempestuosa e agitada. Fundou o seminário de sua diocese.

## A Questão Social
Von Ketteler desenvolveu os grandes temas do cristianismo social, tendo sido apelidado de Bispo Social. A ele é atribuída importante influência nas posições futuras da Igreja manifestadas na encíclica Rerum Novarum, de Leão XIII. O Papa Bento XVI o menciona na encíclica Deus caritas est como sendo um dos principais pioneiros da Doutrina Social da Igreja ("Deus caritas est" n.º 27).
Ketteler era um homem de ação mais que erudito, distinguiu-se como deputado a Assembléia Nacional, para a qual fora eleito em 1848, e logo se pode observar as suas características de homem decidido, prudente, enérgico e eloquente integrou ainda as assembléias parlamentares alemãs em 1871 e 1872. Esteve engajado na luta contra pobreza em Mogúncia desde 1863.
Fundou também as ordens religiosas de irmãos da escola e das irmãs da escola, para trabalhar nos estabelecimentos educativos que tinha criado, trabalhou para instituir orfanatos e para resgatar lares. Em 1851 fundou a Congregação das Irmãs da Divina Providência, juntamente com Stephanie Amelia Starkenfels de La Roche.
Em 1858, Ketteler atacou o Estado na sua brochura defendendo os direitos da Igreja frente ao Estado Alemão. Em 1863, em parte, adotou alguns pontos de vista de "Lassalle" e editou o seu "Die Arbeitfrage und das Christenthum".
Freiherr von Ketteler defendeu os trabalhadores alemães, atuou reivindicando aumento de salários, férias, redução da carga horária de trabalho e na eliminação do trabalho infantil. Fundou o KAB (Katholische Arbeitnehmer-Bewegung) Movimento dos trabalhadores católicos. Ficou conhecido como o "Bispo dos operários".

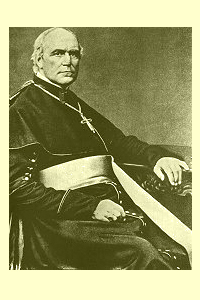
O Bispo von Ketteler

Foi um dos principais e mais calorosos opositores da Kulturkampf levada a efeito pelo Príncipe Otto von Bismarck. Esteve sempre muito decidido a consagrar a sua vida à liberdade da Igreja frente ao Estado. Foi em grande parte o instrumento que compeliu aquele homem de Estado a reconsiderar a frase que havia dito "não iremos jamais a Canossa". A sua oposição à Kulturkampf e a Bismarck foi até o ponto de em 1874 proibir aos clérigos da sua diocese de participar das celebrações da batalha de Sedan e declarar o Reno um "rio católico".
A Kettelerkapelle na Catedral de Mogúncia é uma das atrações do município de Mogúncia, o seu altar dedicado à Virgem Maria é construído segundo o critério de la beauté mayençaise. O conjunto de estátuas de madeira foi feito em 1510, no final da época da arquitetura gótica e na continuidade das esculturas em madeira de Hans Backoffen das quais ainda subsistem três monumentos funerários.
A "festa do trabalho" em Maynz é celebrada em sua honra.
Uma variedade cultivar de fuchsia leva o seu nome: Barão de Ketteler.

### Obras
- A questão operária e o cristianismo (1864)